# Rhytidostemma viride
Rhytidostemma viride är en oleanderväxtart. Rhytidostemma viride ingår i släktet Rhytidostemma och familjen oleanderväxter.

## Underarter
Arten delas in i följande underarter:
- R. v. mcphersonii
- R. v. viride